# NGC 4937
NGC 4937 ist ein aus sechs oder sieben Sternen bestehendes Asterismus im Sternbild Zentaur. Sie wurde am 3. März 1837 von John Herschel bei einer Beobachtung von NGC 4940 irrtümlich für eine Galaxie gehalten und erlangte so einen Eintrag in den Katalog.